# Ряшина Ольга Владиславівна
Ряшина Ольга Владиславівна (нар. 26 липня 1994, Запоріжжя) — українська режисерка, акторка, сценаристка. Режисерка повнометражного фільму «Секс і нічого особистого». Донька кіно- і телепродюсера Владислава Ряшина.

## Біографія
Народилася у Запоріжжі, виросла в Києві. Вчилася в Київський дитячій академії мистецтв, Коледжі мистецтв і науки (Кембридж, Велика Британія) (Cambridge College of Arts & Sciences), отримала диплом Університет Рейвенсборн (м. Лондон) за спеціальністю «Режисер кіно». З 2003 по 2008 знімалася у фільмах і серіалах у якості акторки. З 2014 року працює в групі компаній «Star Media» режисером-постановником.

## Фільмографія

### Акторська
| Рік  |    | Українська назва                     | Оригінальна назва                     | Роль           |
| ---- | -- | ------------------------------------ | ------------------------------------- | -------------- |
| 2003 | ф  | Сніжне кохання, або Сон у зимову ніч | Снежная любовь, или Сон в зимнюю ночь | епізод         |
| 2005 | ф  | Аврора                               | Аврора                                | Наташа Гмиріна |
| 2007 | тф | Арфа для коханої                     | Арфа для любимой                      | Маргоша        |
| 2007 | ф  | Презумпція провини                   | Презумпция вины                       | Маша           |
| 2007 | с  | Чужі таємниці                        | Чужие тайны                           | Лариса         |
| 2008 | тф | Учитель музики                       | Учитель музыки                        | Мариша         |
| 2008 | ф  | Блазень і Венера (Росія)             | Шут и Венера                          | Люся Мишкіна   |

### Режисерська
| Рік  |      | Українська назва                       | Оригінальна назва     |
| ---- | ---- | -------------------------------------- | --------------------- |
| 2016 | Кор. | Краще місто Землі (Росія)              | Лучший город Земли    |
| 2017 | С    | Мата Харі (Португалія, Росія, Україна) | Мата Хари / Mata Hari |
| 2018 | Ф    | Секс і нічого особистого               |                       |
| 2020 | Ф    | Я, «Побєда» і Берлін                   |                       |

### У якості сценариста
| Рік  |      | Українська назва          | Оригінальна назва  |
| ---- | ---- | ------------------------- | ------------------ |
| 2016 | Кор. | Краще місто Землі (Росія) | Лучший город Земли |

## Нагорода
У 2018 році отримала «Телетріумф» як кращий режисер-постановник телесеріалу за роботу над серіалом «Мата Харі».